# سر بشت (ده كردي)
سر بشت (بالفارسية: سرپشت) هي قرية تقع في إيران في البلدة المركزية. يقدر عدد سكانها بـ 122 نسمة بحسب إحصاء 2016.